# 산탐마로
산탐마로(이탈리아어: San Tammaro)는 이탈리아 캄파니아주 카세르타도에 있는 코무네이다. 나폴리로부터는 북쪽으로 30km 카세르타에선 서쪽으로 9km 거리에 있다.